# Лесна, А?
„Лесна, А?“ (на английски: еasy A, буквален превод: „Лесна шестица“) е американска романтична тийн комедия от 2010 година. Филмът е осъвременена адаптация на романа на Натаниъл Хоторн „Алената буква“ от 1850 г.

## Сюжет
Ри, най-добрата приятелка на главната героиня, я моли да дойде с нея и семейството ѝ на лагер през уикенда, и за да се измъкне, Олив си измисля среща с несъществуващ колежанин на име Джо. В понеделник следващата седмица, любопитната Ри почва да разпитва Олив за срещата, и за да ѝ угоди, Олив „признава“ че е спала с Джо. Докато си говорят, председателката на местния клуб по религия Мериан ги чува и разпространява слуха за прелюбодейството на Олив. Както се казва и във филма, лъжите пътуват бързо, и скоро цялата гимназия разбира кой е изгубил девствеността си. На следващия ден в час по английски изучават „Алената буква“ („The Scarlet Letter“, роман от Натаниел Хоторн, в който се разказва за Хестър Прайн, омъжена жена, изневерила със свещеник и по-късно осъдена да носи алена буква A на дрехите си като прелюбодейка – adulterer). По повод произведението, момиче от класа споделя мнение за творбата – „Мисля, че Естер Прин е била... извинете за езика, ку*ва. Сама си е навлякла неприятностите. И ти, Олив трябва да бродираш алено A на всичките си дрехи.“ Провокирана, Олив не ѝ остава длъжна и с неприличната обида си спечелва посещение при директора. Наказана е да остане след училище, където среща Брендън – гей, който ежедневно е тормозен от съучениците си. Той помолва Олив да му стане гадже, за да спрат да го занасят. Олив, естествено, не приема. Накрая се стига до компромисно решение – двамата отиват на едно парти, където симулират секс. Хората стават още по-жестоки и клюките по адрес на момичето не спират. Скоро на Олив почва да ѝ харесва новия имидж и за да го поддържа, позволява на момчета да разказват измислени сексуални подвизи с нея срещу заплащане.